# Кислин, Семён Иванович
Семён Иванович Кислин (25 января [7 февраля] 1906, Соголево – 21 февраля 1973) – советский государственный и политический деятель.

## Биография
Родился 25 января [7 февраля] 1906 года в селе Соголеве Соголевской волости Клинского уезда Московской губернии в семье крестьян Ивана Максимова и Екатерины Дмитриевой Кисловых, крещён на следующий день. 
Член ВКП(б) с 1924 года.
С 1928 года - на общественной и политической работе. В 1928-1966 гг. — заведующий Культурно-пропагандистским отделом Горицкого районного комитета ВКП(б), мастер участка, цеха, начальник Отдела технического контроля, заведующий производством корпусного отдела завода имени Коминтерна, заведующий Промышленно-транспортным отделом Харьковского областного комитета КП(б) Украины, заведующий Отделом среднего машиностроения (танковой промышленности) Управления кадров ЦК ВКП(б), 2-й секретарь Куйбышевского областного комитета ВКП(б), инспектор, заведующий Отделом Управления кадров ЦК ВКП(б), заместитель заведующего, заведующий Планово-торгово-финансовым отделом ЦК ВКП(б) - КПСС, 1-й заместитель заведующего Отделом торгово-финансовых и плановых органов ЦК КПСС, заместитель председателя Исполнительного комитета Ростовского областного Совета, заместитель заведующего Отделом Комиссии государственного контроля СМ СССР, заведующий Сектором Комитета партийно-государственного контроля Бюро ЦК КПСС по РСФСР и СМ РСФСР.
Избирался депутатом Верховного Совета РСФСР 2-го созыва.
Умер в 21 февраля 1973 года, похоронен на Востряковском кладбище на участке ЗИ/027/31/0029 вместе с женой, тещёй и дочерью.